# Áition
Áition (in greco antico: αἴτιον?, áition, "causa") è un concetto che rimanda a diversi generi poetici dell'elegia dell'età ellenistica.
Era, in effetti, il perno di una poesia detta, appunto, di genere eziologico, che si basava sulla narrazione di vicende mitiche poco conosciute, utilizzate per spiegare l'origine di un nome, di un rito religioso, di un fenomeno naturale o di un'usanza. In questo senso, la narrazione di un mito d'origine fu trasversale a partire dall'ellenismo: dall'elegia, appunto, all'epica, all'innografia.
I più notevoli autori di opere legate ad áitia furono Callimaco (il quale, oltre che negli omonimi Aitia, ne trattò nei Giambi e nell'epillio Ecale), Fanocle e Euforione, oltre ad Apollonio Rodio, che introdusse áitia nel suo poema epico, Le Argonautiche. Questi componimenti vennero imitati da vari poeti latini, come Ovidio, che a Callimaco si ispirò per i Fasti, e Properzio nelle elegie "romane" del IV libro.